# Palazzo Blu
Palazzo Blu è un museo d'arte di Pisa ospitato all'interno alcune sale del Palazzo Giuli Rosselmini Gualandi e altri edifici circostanti.

## Storia
Il palazzo è rimasto abitato dai Conti Giuli fino al 2001 e, nonostante avesse subito anche eventi disatrosi come l'occupazione per un appostamento per le forze alleate durante la seconda guerra mondiale, non subì ingenti danni. La Fondazione Cassa di Risparmio di Pisa, in cui ha trasferito la propria sede, lo ha acquistato per trasformarlo in un centro di cultura e arte, denominato BLU - Centro d'Arte e Cultura.

## Descrizione
All'interno è possibile visitarne il piano terra e il piano Nobile, in cui sono esposti i principali capolavori della Collezione Fondazione Cassa di Risparmio, che comprende artisti come Cecco di Pietro, Taddeo di Bartolo, Benozzo Gozzoli, Vincenzo Foppa, Aurelio Lomi, il Cigoli, Orazio Gentileschi, Artemisia Gentileschi, Giovanni Battista Tempesti, Jean Baptiste Desmarais, Giuseppe Bezzuoli, Luigi Gioli e una ricchissima collezione d'arte novecentesca, tra cui spiccano Umberto Vittorini, Mino Rosi, Ferruccio Pizzanelli e Fortunato Bellonzi, esponente del Secondo Futurismo. Della collezione Cassa di Risparmio di Pisa fanno anche parte la Collezione Simoneschi (proveniente dal Palazzo Simoneschi), che comprende un vasto repertorio di Antichità e una notevole collezione numismatica e una raccolta di xilografie, acqueforti e litografie del grande artista pisano Giuseppe Viviani.
Le sale sono arredate in stile settecentesco, con mobili e suppellettili d'epoca.
Un sottoinsieme delle monete e medaglie della collezione Simoneschi sono state digitalizzate nel 2013 con tecniche di Reflectance Transformation Imaging per realizzare un sistema interattivo di consultazione digitale. Il sistema è attualmente installato su un chiosco interattivo all'interno della mostra permanente ed è anche consultabile online.
Dal 25 aprile 2015 sono stati aperti al pubblico i sotterranei del palazzo dove sono esposti molti oggetti di provenienza archeologica, scavati durante il restauro: si tratta di oggetti di uso per lo più quotidiano, dall'antichità al XIX secolo.
Altre sale del palazzo sono riservate ad esposizioni temporanee su artisti del '900.

## Mostre temporanee
- Il cannocchiale e il pennello, nuova scienza e nuova arte nell'età di Galileo (9 maggio 2009 - 19 luglio 2009), curata da Lucia Tomasi Tongiorgi e Alessandro Tosi[2].
- Chagall e il Mediterraneo (9 ottobre 2009 - 31 gennaio 2010), curata da Meret Meyer e da Claudia Beltramo Ceppi (85.265 visitatori[3])[4].
- Joan Miró. I miti del Mediterraneo (9 ottobre 2010 - 23 gennaio 2011), Curata da Claudia Beltramo Ceppi, Teresa Montaner  (conservatrice alla Fundació Miró di Barcellona) e Michel Dragate (direttore generale dei Musées Royaux des Beaux Arts del Belgio) (64.000 visitatori circa[5])[6].
- Picasso, ho voluto essere pittore e sono diventato Picasso (15 ottobre 2011 - 29 gennaio 2012), curata da Claudia Beltramo Ceppi (70.000 visitatori[7])[8].
- Wassily Kandinsky, dalla Russia all'Europa (13 ottobre 2012 - 17 febbraio 2013), curata da Eugenia Petrova e Claudia Beltramo Ceppi (74.000+ visitatori[9])[10].
- Andy Warhol, una storia americana (12 ottobre 2013 - 2 febbraio 2014), curata da Walter Guadagnini e Claudia Beltramo Ceppi (80.000 visitatori[11])[12].
- Amedeo Modigliani et ses amis (3 ottobre 2014 – 15 febbraio 2015), curata da Jean Michel Bouhours (110.000 visitatori circa[5])[13].
- Toulouse-Lautrec, luci e ombre di Montmartre (16 ottobre 2015 - 14 febbraio 2016), curata da Maria Teresa Benedetti[14].
- Dalí, il sogno del classico (1 ottobre 2016 - 5 febbraio 2017), curata da Montse Aguer i Teixidor[15].
- Escher, oltre il possibile (13 ottobre 2017 - 11 febbraio 2018), curata da Stefano Zuffi[16].
- Il viaggio di Marco Polo nelle fotografie di Michael Yamashita (24 marzo 2018 - 1 luglio 2018), curata da Marco Cattaneo[17].
- Da Magritte a Duchamp. 1929: il grande Surrealismo dal Centre Pompidou (11 ottobre 2018 - 17 febbraio 2019), curata da Didier Ottinger[18].
- Futurismo (11 ottobre 2019 - 9 febbraio 2020), curata da Alda Masoero[19].
- Keith Haring (12 novembre 2021 - 18 aprile 2022), curata da Kaoru Yanase[20].
- I Macchiaioli (8 ottobre 2022 - 19 marzo 2023), curata da Francesca Dini[21].
- Le Avanguardie (28 settembre 2023 - 7 aprile 2024), curata da Matthew Affron[22].
- Hokusai (24 ottobre 2024 - 23 febbraio 2025), curata da Rossella Menegazzo[23].